# 글리메피리드
글리메피리드(Glimepiride)는 당뇨병(Diabetes) 중에서 인슐린 분비는 정상이나, 인슐린에 저항성을 가지는 제 2형 당뇨병을 치료하는 약물이다.

## 적응증과 작용기전
제 2형 당뇨병 치료제로 사용되는 인슐린 유리 촉진제. 설포닐 우레아 계열의 약물이며, 췌장(이자)에서 인슐린이 분비되도록 한다. 이 약은 제 1형 당뇨병에는 사용할 수 없는데, 제 1형 당뇨병 환자는 췌장(이자)에서 인슐린을 정상적으로 분비할 수 없기 때문이다.
근데 이는 잘못된 내용이다